# Eduard Suess
Eduard Suess, född 20 augusti 1831 i London, död 26 april 1914 i Wien, var en österrikisk geolog och paleontolog. Han var far till Franz Eduard Suess och farfar till Hans Eduard Suess.
Suess föddes i London men flyttade till Prag vid 3 års ålder och till Wien vid 14 års ålder. Hans intresse för geologi som ung fick honom att publicera sin första tidningsartikel som 19-åring.
Vid Wiens universitet blev Suess 1857 extra ordinarie professor i paleontologi och 1862 i geologi samt var 1867–1901 ordinarie professor i geologi där. Som sekreterare (sedan 1863) i stadens kommission för anskaffning av vatten skapade han den första källvattenledningen till Wien från bergsområdet Rax-Schneeberggruppen samt utnämndes vid verkets fullbordan 1874 till hedersborgare i staden. 1873–1891 var han ledamot av österrikiska riksdagens "Abgeordnetenhaus". Han blev 1860 korresponderande, 1867 ordinarie ledamot av Vetenskapsakademien i Wien, 1885 dess sekreterare och 1893 vice president samt var 1898–1911 dess president.
Förutom ett flertal skrifter, som behandlar stratigrafi, paleontologi, vulkaner och jordbävningar, var i synnerhet två av hans arbeten banbrytande. I det ena, Die Entstehung der Alpen (1875), påvisar han, i motsats till den äldre åsikten om bergskedjornas uppkomst genom höjningar i vertikal riktning och i anslutning till James Dwight Danas mening, att den står i samband med sidotrycket förorsakat av jordens sammandragning samt att Alperna för sin tillkomst har att tacka ett tangentiellt tryck från söder, genom vilket berglagren veckats och skjutits norrut eller på sina ställen ihoppressats mot de stela massor, som inte deltagit i veckningen.
Frågan om bergskedjebildningen kom härigenom i ett nytt skede, och av lika genomgripande betydelse blev Suess stora monumentala verk Das Antlitz der Erde (tre delar, den sista i två band, med ett särskilt registerband, 1885–1909; översatt till engelska, italienska och franska). I detta arbete urskilde Suess inom jordskorpan två huvudgrupper av dislokationer, de radiella (eller sänkande) och de tangentiella (eller veckande och överskjutande), beroende på det ensidiga tangentialtrycket, där på grund av jordkärnans sammandragning delar av jordskorpan blivit för stora. Jämte de nutida tertiära bergskedjorna, Alperna och övriga, finns även lämningar av äldre tiders, ehuru dessa är till stor del utplånade. Skottland, Norge och Spetsbergen visar sålunda resterna av den fördevoniska kaledoniska bergskedjan, i mellersta Europa finns spår av karboniska kedjor.
I övrigt påvisas bland annat olikheten mellan den atlantiska och pacifiska kusttypen; fem gamla landmassor (Laurentia, Fennoskandia, Angaralandet, Gondwanalandet och Antarktis) urskiljs; de östafrikanska "gravarna" från Nyasasjön till Jordansprickan utreds; den genomgripande betydelsen av havens transgressioner och regressioner ådagaläggs; förskjutningen av gränserna mellan land och hav anses bero på växlingar av Jordens flytande omhölje, uppåtgående vertikala rörelser av jordskorpan med undantag av sådana, som medelbart förorsakas av veckningar, förnekas o.s.v. Första kapitlet, som ägnas åt en utredning av den av kaldeiska författare och Moses omtalade stora översvämningen, den s.k. syndafloden, översattes till svenska och utgavs av Alfred Nathorst som ett särskilt arbete ("Syndafloden", 1887).
Suess var ledamot av Fysiografiska sällskapet i Lund (1888) och av svenska Vetenskapsakademien (1895).

## Utmärkelser
Eduard Suess tilldelades Wollastonmedaljen 1896 och Copleymedaljen 1903.
Nedslagskratern Suess på månen och nedslagskratern Suess på planeten Mars är uppkallade efter honom.